# رگیمین
رگیمین (به لهستانی:  Regimin) یک روستا در لهستان است که در گمینا رگیمین واقع شده‌است.